# Randy Quaid
Randall Rudy „Randy” Quaid (n. 1 octombrie 1950, Houston, Texas) este un actor american probabil cel mai cunoscut pentru rolul Vărului Eddie din filmele National Lampoon's Vacation și National Lampoon's Christmas Vacation. A fost nominalizat la premiul Oscar pentru apariții în filme ca Ultima misiune, Ziua independenței, Kingpin sau Brokeback Mountain. A primit premiul Globul de Aur pentru rolul Seaman Laurence M. „Larry” Meadows din The Last Detail (Ultima misiune).

## Filmografie
| - Targets (1968) - The Last Picture Show (1971) - What's Up, Doc? (1972) - The Last Detail (1973) - Paper Moon (1973) - Lolly-Madonna XXX (1973) - The Apprenticeship of Duddy Kravitz (1974) - Breakout (1975) - 1976 Adevărata glorie (Bound for Glory), regia Hal Ashby - The Missouri Breaks (1976) - The Choirboys (1977) - Expresul de la miezul nopții (1978) - Three Warriors (1978) - Guyana Tragedy (1980) film de televiziune - The Long Riders (1980) - Foxes (1980) - Heartbeeps (1981) - Of Mice and Men (1981) film de televiziune - O vacanță de tot râsul (1983) - The Wild Life (1984) - Fool for Love (1985) - The Slugger's Wife (1985) - The Wraith (1986) - LBJ: The Early Years (1987) film de televiziune - No Man's Land (1987) - Sweet Country (1987) - Caddyshack II (1988) - Dead Solid Perfect (1988) - Moving (1988) - National Lampoon's Christmas Vacation (1989) - Bloodhounds of Broadway (1989) - Out Cold (1989) - Parents (1989) - Texasville (1990) - Quick Change (1990) - Days of Thunder (1990) - Martians Go Home (1990) - Cold Dog Soup (1990) - Picture This: The Times of Peter Bogdanovich in Archer City, Texas (1991) (documentary) - Frankenstein (1992) | - Freaked (1993) - Curse of the Starving Class (1994) - Major League II (1994) - The Paper (1994) - Next Door (1994) film de televiziune - Bye Bye Love (1995) - Get on the Bus (1996) - Kingpin (1996) - Independence Day (1996) - The Siege at Ruby Ridge (1996) - Last Dance (1996) - Vacanță în Las Vegas (1997) - Hard Rain (1998) - Bug Buster (1998) - Sands of Eden (1998) film de televiziune - Last Rites (1999) - Purgatory (1999) - The Debtors (1999) - P.U.N.K.S. (1999) - The Magical Legend of the Leprechauns (1999) - Sultans of Swing: The Very Best of Dire Straits – \"Heavy Fuel\" (1999 music video) - The Adventures of Rocky and Bullwinkle (2000) - George Wallace: Settin' the Woods on Fire (2000, documentar) - Not Another Teen Movie (2001) - The Adventures of Pluto Nash (2002) - Frank McKlusky, C.I. (2002) - Christmas Vacation 2: Cousin Eddie's Island Adventure (2003) - Black Cadillac (2003) - Grind (2003) - Carolina (2003) - Kart Racer (2003) - Milwaukee, Minnesota (2003) - Home on the Range (2004) (voce) - Category 6: Day of Destruction (2004) - Brokeback Mountain (2005) - Elvis (2005) - The Ice Harvest (2005) - Category 7: The End of the World (2005) - Goya's Ghosts (2006) - Last Flag Flying (2007) - Real Time (2008) - Balls Out: Gary the Tennis Coach (2009) |